# 永克斯湖
46°30′47″N 6°56′51″E / 46.51306°N 6.94750°E

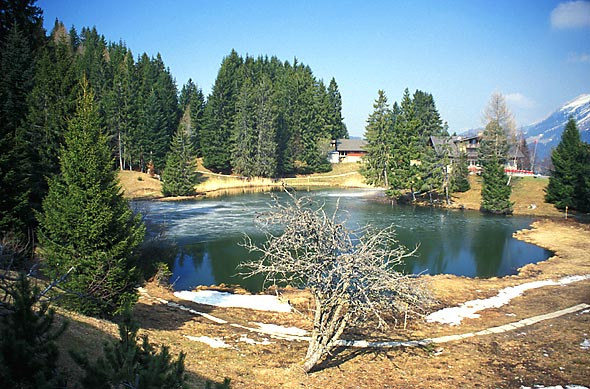

永克斯湖（Lac des Joncs），是瑞士的湖泊，位於該國西部，由弗里堡州負責管轄，長0.12公里、寬0.05公里，面積0.007平方公里，該湖泊海拔高度1,235米，最大水深20米。